# Komunikacja niewerbalna
Komunikacja niewerbalna – zespół niewerbalnych komunikatów nadawanych i odbieranych przez ludzi na wszystkich niewerbalnych kanałach jednocześnie. Informują one o podstawowych stanach emocjonalnych, intencjach, oczekiwaniach wobec rozmówcy, pozycji społecznej, pochodzeniu, wykształceniu, samoocenie, cechach temperamentu itd. Komunikaty te nadawane są i odbierane najczęściej na poziomie nieświadomym, jednak mogą być również nadawane i odbierane świadomie (tak jak większość gestów – emblematów czy wiele wyrazów mimicznych). Komunikacja niewerbalna może odgrywać równie istotną (lub nawet większą) rolę, co komunikacja werbalna.
Kiedy mówimy, że mamy „przeczucie” lub „niejasne odczucie”, iż ktoś skłamał, tak naprawdę mamy na myśli, że mowa ciała nie idzie w parze ze słowami.

## Definicja według S.P Morreale
Komunikacja niewerbalna – dotyczy wszystkich ludzkich zachowań postaw i obiektów innych niż słowa, które komunikują wiadomości i posiadają wspólne społeczne znaczenie. Obejmuje: wygląd fizyczny, ruch ciała, gesty, wyraz twarzy, ruch oczu, dotyk, głos oraz sposób wykorzystywania czasu i miejsca w komunikowaniu się. Nie zawiera jednak gestów które zawierają słowa, takich jak język migowy, ani słów pisanych lub przekazywanych elektronicznie.

## Style komunikacji niewerbalnej
- tendencja afiliatywna (bliski dystans, dotyk, kontakt wzrokowy, uśmiech),
- tendencja dominatywna (wyprostowana postawa, uniesiona głowa, szybka mowa, jednostronna komunikacja werbalna).

## Funkcje komunikacji niewerbalnej
- komunikowanie postaw i emocji (uzgadnianie postaw interpersonalnych),
- wspomaganie komunikacji językowej,
- zastępowanie mowy (gdy kontakt werbalny jest utrudniony).

## Komunikaty niewerbalne
1. mimika (wyraz twarzy); stany emocjonalne, postawy
2. pantomimika (gesty); ilustracje wypowiedzi, ujawnianie zaangażowania w rozmowę
  - ekspresja pantomimiczna:
    - emblematy – można zastąpić terminem werbalnym (na przykład pokazanie środkowego palca)
    - regulatory – towarzyszą wypowiedzi (np. podanie ręki)
    - ilustratory – ilustrują wypowiedź (np. „taaaki duży”)
    - adaptory – pomagające przystosować się do sytuacji (opanowanie emocji, przebywanie z ludźmi, zaspokojenie potrzeb – dotykanie warg, drapanie się po karku, pocieranie nosa, poprawianie okularów itp.)
3. zachowania przestrzenne (proksemika) – sympatia/niechęć, pozycja społeczna
4. czynniki paralingwistyczne (ton głosu, tempo mowy, intonacja, przerwy, chrząknięcia, eeee, mmmm...) – stan emocjonalny
5. powierzchowność (rodzaj ubrania, zegarki, kolczyki, makijaż, komórka, sygnety, buty itp.) – status, zawód, samowyobrażenie
6. stany fizjologiczne (zapach, rumieńce, łzawienie oczu) – stan emocjonalny
7. budowa ciała – (np. szerokie plecy, mała głowa, silne nogi, biodra wypięte do przodu, duże kości itp.) – cechy temperamentu i styl charakteru
8. postawa ciała (jak ciało stoi, siedzi itp.) – relacje interpersonalne
9. oczy (ruchy oczu, odruch źreniczny i wielkość źrenic, częstość mrugania, kierunek patrzenia, kontakt wzrokowy, wielkość oczu itp.) – ukierunkowanie uwagi, stan emocjonalny, przykrość-przyjemność, lubienie-nielubienie

Najprostszymi niewerbalnymi sygnałami, które mogą wskazywać na to, że się bronimy, są skrzyżowane ramiona (czasem także nogi), pochylona sylwetka. Taką pozycję przyjmują często osoby, które mało się znają i czują się ze sobą niepewnie. Niezadowolenie manifestuje się najczęściej następująco: ściągnięte brwi, zaciśnięte usta i szczęki, pochylona głowa, spojrzenie skierowane w dół lub znad pochylonej głowy na rozmówcę, ciało lekko odchylone do tyłu. Niechęć może być ujawniana także przez splecione palce lub zaciśnięte pięści. Z osobą przekazującą takie sygnały niewerbalne trudno nawiązać dobry kontakt, chociaż wypowiadane przez nią słowa mogą wskazywać na życzliwy do nas stosunek. Wszelkie sygnały niewerbalne należy odczytywać znając punkt odniesienia, czyli wiedząc, jakie zachowania są typowe dla osoby, której komunikat niewerbalny chcemy odczytać, oraz znając warunki zewnętrzne. Skrzyżowane ramiona mogą bowiem świadczyć po prostu o tym, że osobie jest zimno i próbuje zminimalizować straty ciepła, niekoniecznie oznacza to postawę obronną.

## Komunikaty interakcyjne
1. kontakt wzrokowy – regulacja rozmowy – zainteresowanie, nawiązanie, podtrzymanie komunikacji; zmiany wielkości źrenic – uwaga wzrokowa
2. relacje przestrzenne – odzwierciedlenie relacji w strukturyzowaniu przestrzeni (szerzej zobacz: dystanse personalne)
  - dystans interakcji:
    - strefa intymna (do 0,5 m) (zobacz: dystans intymny)
    - strefa osobista (do 1,2 m) (zobacz: dystans indywidualny)
    - strefa społeczna (do 3,5 m) (zobacz: dystans społeczny (psychologia))
    - strefa publiczna (do 7,5 m i więcej) (zobacz: dystans publiczny)
3. dotyk – aktywny, pasywny, wzajemny – bliskość, dotyk zinstytucjonalizowany, zrytualizowany

Po naruszeniu strefy intymnej, psychiczne zdystansowanie uzyskuje się przez odwrócenie twarzy (zawieszanie wzroku w przestrzeni, skupianie się na czymś innym), stanie bokiem lub tyłem, stosowanie się do tych zaleceń zwłaszcza gdy mamy do czynienia z osobą nieznajomą zapobiega eskalacji agresji i wynikającej z niej kłótni. Dzieci mogą zareagować na taką sytuację lękiem.
Chcąc zwiększyć odległość między sobą i rozmówcą, może nieznacznie odchylić się do tyłu lub w bok (zachowując otwartą przestrzeń przed twarzą), czasem wyciąga się nogi przed siebie. Próby zmniejszenia dystansu polegają natomiast na nieznacznym zbliżaniu się do rozmówcy, wychylaniu się w jego kierunku. Ludzie stojący lub siedzący prawie wprost zwróceni do siebie twarzami lub mający możliwość łatwego zwrócenia twarzy w kierunku partnera, dodatkowo sylwetki obu osób nie mają cech napięcia (m.in. nie są usztywnieni, nie kręcą się nadmiernie), całe ręce i dłonie są otwarte. – świadczy o tym, że relacja ta jest „zamknięta”, tzn. trudno byłoby trzeciej osobie włączyć się do rozmowy.
Ludzie pozostający ze sobą w dobrym kontakcie spontanicznie i nieświadomie przyjmują prawie identyczną pozycję ciała, a także wykonują podobne ruchy ciałem, jak w lustrzanym odbiciu. Często mówią do siebie głosem o podobnej sile, tempie i melodii. Możemy je świadomie zastosować, jeżeli zależy nam na dobrym wczuwaniu się w stan przeżywany przez rozmówcę i chcemy być odbierani jako osoba rozumiejąca i życzliwa.
Nawet wtedy, gdy mamy zamiar wyrazić przyjazne uczucia wobec mało znanego człowieka (np. gdy podchodzimy do niego blisko, poklepujemy go po ramieniu, obejmujemy), jest bardzo prawdopodobne, że zareaguje na takie gesty niechętnie. Może będzie usiłował zachować się wobec nas uprzejmie, uśmiechać się, ale najprawdopodobniej będzie natychmiast próbował zwiększyć dystans, choćby nieznacznie. Jednym z nieświadomie stosowanych sygnałów zaznaczania własnego terytorium, a jednocześnie wyznaczania minimalnego dopuszczalnego dystansu, jest rozkładanie własnych rzeczy na stolikach, biurkach, zwłaszcza wtedy, gdy są one wspólnie używane.
W sytuacjach towarzyskich mężczyźni i kobiety dają sobie niewerbalne znaki świadczące o wzajemnym zainteresowaniu erotycznym. Często robią to w sposób niezamierzony. Mają wówczas tendencję do prezentowania sylwetki wyprostowanej z wciągniętym brzuchem. Jeżeli są sobą zainteresowani, mogą zwrócić się w swoim kierunku lub wyciągnąć stopę, patrzeć trochę dłużej niż zwykle. Intymne spojrzenie obejmuje nie tylko trójkąt oczy – usta, ale oczy – klatka piersiowa. Męskie gesty zalotów polegają głównie na tzw. „porządkowaniu” sylwetki (np. poprawianie krawata, marynarki lub mankietów, przygładzanie włosów), a także na wkładaniu kciuków za pasek spodni. Kobiece gesty kokieterii są zwykle bardziej zróżnicowane: odrzucanie głowy (jakby w geście odrzucania włosów), spoglądanie zza ramienia, spojrzenie skierowane w bok z lekko spuszczonymi powiekami, rozchylone usta, wyeksponowanie wewnętrznej strony nadgarstków, bawienie się włosami itp.

### Zakłócenia komunikacji
Przyczyny zaburzeń w komunikowaniu:
- brak przygotowania do rozmowy
- brak jasności komunikatu
- okoliczności
- niedokładny odbiór/wybiórczość
- subiektywizm
- brak zaufania/szacunku

Wysyłanie niespójnych komunikatów przez rozmówcę może wywołać dezorientację, utrudniać osiągnięcie porozumienia (duże prawdopodobieństwo kłamstwa, indywidualność mowy, bardzo poważne zdenerwowanie). Warto zaznaczyć, że „decyzja” – czy istotniejsza jest część niewerbalna, czy werbalna – wcale nie musi przebiegać w naszej świadomości.
Niespójność między komunikatami przekazywanymi przez dwa różne kanały niewerbalne. Niespójność taką dostrzegamy wtedy, gdy ktoś mówi podniesionym, gniewnym tonem i jednocześnie uśmiecha się. To, co słyszymy, brzmi agresywnie, widzimy natomiast przyjazny wyraz twarzy.
Psychologowie zwracają uwagę na to, że przejawianie przez jednego z rozmówców komunikatów niosących sprzeczne treści doprowadza do tego, iż po pewnym czasie także drugi z nich zaczyna wysyłać niespójne przekazy.
Niespójność polegająca na wysyłaniu specyficznych przekazów niewerbalnych. Neurolingwinistyczne programowanie szczególną wagę przywiązuje do sygnałów traktowanych jako wyraz wątpliwości, zastrzeżeń, sprzecznych tendencji, których człowiek zwykle nie jest świadomy. Ujawniają się one przede wszystkim przez niesymetryczne ułożenie ciała, np. podniesiona jedna ręka, a opuszczona druga. Osoba przeżywająca pewne obiekcje, niepewna tego, co mówi, może przestępować z nogi na nogę, ciągle zmieniać pozycję ciała.
Człowiek, który mówi coś z głębokim przekonaniem, nie boi się, jak zostanie odebrany przez innych, ufa sobie, wykazuje pełną symetrię ciała. Stoi mocno, pewnie na własnych nogach. Jeśli wykonuje jakieś gesty, to jednocześnie dla przykładu podnosi obie ręce.
Istnieje kilka podstawowych prawidłowości, dobrze sprawdzonych w badaniach psychologicznych, dotyczących różnic w komunikacji niewerbalnej mężczyzn i kobiet (Noller, 1984).
Osoby zdenerwowane mówią drżącym głosem, mowa nie jest płynna, robią często krótkie pauzy, zdania także są raczej krótkie. Pewność siebie też będzie słychać w głosie osoby mówiącej. Taka mowa będzie swobodna, głos brzmi naturalnie, pomyłki będą rzadkie itd. Akcent z kolei może zdradzić z jakiego regionu pochodzi dana osoba. Bez trudu rozpoznajemy akcent ludzi ze Śląska czy z Polski Wschodniej. Inne znaki to chrząknięcia, przerywniki na zebranie myśli w rodzaju „eee” czy „yyy” (powinniśmy ich unikać).

## Badania
Etolog Irenäus Eibl-Eibesfeldt stwierdził, że uśmiech na twarzy dzieci głuchych i niewidomych pojawia się niezależnie od uczucia lub naśladowania, co oznacza, że także musi być wrodzony. Nasz aktualny nastrój, stosunek emocjonalny do rozmówcy lub też tematu rozmowy najczęściej wyrażamy w postaci minimalnych ruchów mięśni twarzy, rąk, całego ciała, intonacji czy melodii głosu.
Ustalono, że ludzie (podobnie jak zwierzęta) mają swoje strefy i terytoria (zobacz: terytorialność). Najbardziej odpowiednimi warunkami do prowadzenia udanych rozmów nieformalnych jest usadzenie rozmówców pod kątem 45° względem siebie. Takie ustawienie daje możliwość naturalnego nawiązywania i zrywania kontaktu wzrokowego, co sprzyja podtrzymaniu konwersacji. Czas w jakim pojawi się dany znak oraz długość jego trwania także można wykorzystać w celu zdobycia informacji. Na przykład wiadomo, że prawdziwa ekspresja mimiczna nie pozostaje na twarzy dłużej niż kilka sekund. Większość wyrazów trwających dłużej to ekspresje symulowane. Wyjątkiem są tu oczywiście stany głębokiej depresji czy patologicznej euforii. Także czas pojawienia się ekspresji w odniesieniu do mowy pomaga ustalić czy mamy do czynienia z emocją spontaniczną czy symulowaną. Jeśli ktoś mówi, że jest zły i wyraz złości pojawi się po wypowiedzi z dużym prawdopodobieństwem można stwierdzić, że jest to złość udawana. Na podstawie badań ustalono, że ekspresje spontaniczne pojawiają się tuż przed wypowiedzią emocjonalną lub w trakcie jej wypowiadania.

## Język twarzy
Lech Tkaczyk podaje konkretne elementy wchodzące w skład języka twarzy, to są:
- oczy
- nos
- usta
- broda
- uszy
- czoło
- skóra
- włosy (jako potrzeba dekoracji)
- ogólne gesty trzymania głowy.

Poznanie konkretnych elementów biorących udział w komunikacji niewerbalnej pozwala na wyróżnienie ich funkcji. Poszczególne obszary twarzy uczestniczą w:
1. Otwieraniu i zamykaniu kanałów komunikacji.
2. Dopełnianiu i jakościowaniu reakcji niewerbalnych i/lub werbalnych.
3. Zastępowaniu komunikatów niewerbalnych.